# Café solo o con ellas
Café solo o con ellas es una película española dirigida por Álvaro Díaz Lorenzo. Este presentó la película en el Festival de Cine Español de Málaga, donde se llevó el Premio del Público.

## Argumento
Javi (Asier Etxeandía), Hugo (Diego París), Dani (Javier Godino) y Pedro (Alejo Sauras) son cuatro amigos que se acercan a los treinta años y cuyas preocupaciones son las relaciones sentimentales con las chicas.

## Producción
Rodada en Madrid. Es la primera película del director madrileño afincado en Fuengirola, pese a ser guionista de varias películas anteriores. Fue una de las películas españolas más taquilleras de 2007.

## Premios
- Premio del público en el Festival de cine de Málaga.
- Mejor Largometraje del IV Festival de Cine de Tarazona (Zaragoza).